# 奕誴
奕誴（1831年7月23日—1889年2月18日），愛新覺羅氏，道光帝第五子，惇恪親王綿愷嗣子。

## 生平
道光十一年辛卯六月十五日辰時出生，生母為祥妃钮祜禄氏。道光十五年十二月十五日，奕誴出痘送聖，祥妃賞賜了奏樂的昇平署太監，而道光帝卻沒有按例給這些太監賞賜，道光帝對他如此冷遇，是出於對他的母親祥妃的厭惡。道光二十一年四月二十六日，宣宗命皇五子奕誴等皇子前往曹八里屯暫安處奠酒目送惇恪親王綿愷棺奉移至園寢。道光二十六年正月，過繼予綿愷為嗣，承襲多羅惇郡王。咸丰元年正月，皇上诣寿皇殿行礼，惇郡王奕誴由柳树井栅栏走入，镶黄旗满洲步军校善兴等并未拦阻。
同治四年，任宗人府宗令。光緒十五年正月十九日卯時薨逝，賜諡曰勤。同日德宗欽命賞給陀羅經被，並且命總管內務府大臣師曾辦理其喪事，後光緒帝奉慈禧太后臨第賜奠。

## 家庭

### 妻妾
- 嫡福晉烏梁海濟爾默特氏，喀喇沁扎薩克杜棱郡王色伯克多爾濟之女。
- 側福晉赫舍里氏，領隊大臣貴文之女。
- 側福晉王佳氏，全祥之女。
- 側福晉富佳氏，富德之女。
- 庶福晉李佳氏，李成之女。
- 庶福晉趙佳氏，都赫額依之女。

### 子女
有子八人，五人有爵位：载濂、载漪、载澜、载瀛、载津。
- 载濂，第一子，生母侧福晋赫舍里氏。初封一等辅国将军，累进辅国公，袭贝勒，加郡王衔。二十五年，赐头品顶带。二十六年，因庇护义和团而夺爵，弟载瀛袭爵位。
- 载漪，第二子，生母侧福晋赫舍里氏。承继嘉庆帝第四子瑞亲王绵忻之子瑞郡王奕誌（原名奕约）为嗣，袭贝勒，后晋封为端郡王。次子溥儁。
- 载澜，第三子。初封三等辅国将军，再进封不入八分辅国公。因庇护义和团而被夺爵，並且戍新疆。
- 载瀛，第四子。初封二等镇国将军，加不入八分辅国公衔，後袭贝勒。
- 载津，第五子，生母妾王佳氏。初封二等镇国将军，加不入八分辅国公衔。
- 載泩，第六子，幼殤。
- 載浵，第七子，幼殤。
- 載灝，第八子，幼殤。

## 影視形象
- 《滿清十三皇朝之道光》：1988年，香港亞洲電視電視劇集，由黃志寧飾演
- 《滿清十三皇朝之血染紫禁城》：1990年，香港亞洲電視電視劇集，由鄭恕峰飾演
- 《一生為奴》：2006年，四川電視台電視劇集，由趙樂飾演
- 《龍非龍鳳非鳳》：2006年，北京影視頻道電視劇集，由林永健飾演奕玝（角色原型即為奕誴，奕為字輩，玝為五之諧音，奕誴即為五阿哥）
- 《紅牆綠瓦之殘陽》：2013年，國內視頻網電視劇集，由王玥波飾演